# Azoricidae
Azoricidae is een familie van sponsdieren uit de klasse van de Demospongiae (gewone sponzen). 

## Geslachten
- Desmascula de Laubenfels, 1950
- Jereicopsis Lévi & Lévi, 1983
- Leiodermatium Schmidt, 1870